# جين موراي
جين موراي (بالإنجليزية: Jenn Murray) هي ممثلة بريطانية، ولدت في 1 أبريل 1986 في بلفاست في المملكة المتحدة.

## وصلات خارجية
- جين موراي على موقع IMDb (الإنجليزية)
- جين موراي على موقع ألو سيني (الفرنسية)
- جين موراي على موقع قاعدة بيانات الفيلم (الإنجليزية)